# 이세계 유유자적 농가
이세계 유유자적 농가(異世界のんびり農家)는 나이토 키노스케이 원작한 일본의 라이트 노벨 소설 작품이다. 2016년 12월 29일부터 「소설가가 되자」에서 연재되고 있다. 2017년 10월 30일부터 가필과 수정을 가한 서적판이 KADOKAWA(엔터브레인)에서 간행되고 있다. 서적판 일러스트는 야스모가 담당하고 있다. 2022년 11월 시점에서 시리즈 누계 발행 부수는 300만 부를 돌파했다.
병사한 주인공이 신에 의해 소생되어 다른 세계로 전이된 곳에서 농사를 짓는다는 내용의 1인칭 소설. 파란만장이 적은 작품을 컨셉으로 하고 있으며 제목 그대로의 '여유로운' 작풍이 특징이다.